# Palais grand-ducal
Le palais grand-ducal de la ville de Luxembourg est un édifice style Renaissance du XVIe siècle et la résidence en ville du grand-duc, chef d'État du Luxembourg depuis 1890. Il se trouve au centre de la vieille ville, non loin de la place Guillaume II.
De nos jours, le palais est gardé par le Service de garde des châteaux, qui dépend de l'Unité de garde et d'appui opérationnel (UGAO) de la police grand-ducale. Une relève solennelle a lieu une fois par mois.

## Historique

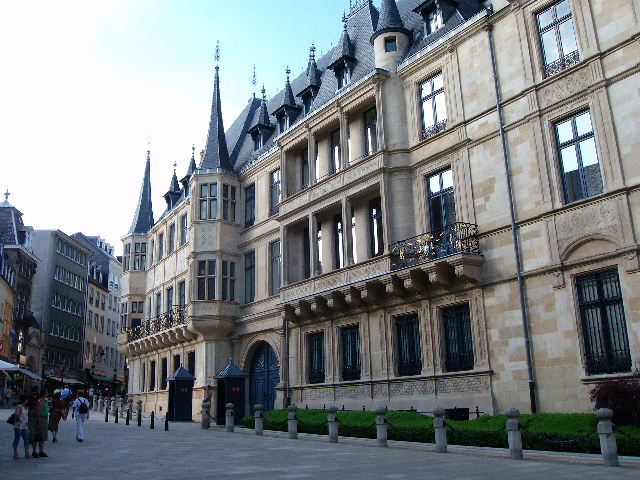
Le palais et la rue du Marché-aux-Herbes.

### La construction en 1572-73
Une forte explosion produit par un coup de foudre sur l'église des franciscains fait exploser de la poudre à canon qui y était déposée le 11 juin 1554. De nombreuses maisons sont détruites par les flammes dues à cette explosion. Les travaux de reconstruction de la ville ont pris plus de vingt années et c'est en 1572 que le gouverneur des Pays-Bas espagnols Pierre-Ernest Ier de Mansfeld charge le bau-maître Adam Roberti de reconstruire l'hôtel de ville. L'œuvre est achevée en 1573.

### Dégâts, réparations et agrandissements
En 1683 et 1684 le palais subit des dégâts provoqués par des bombardements sous le siège de Vauban. 
En 1713, le Luxembourg devient possession autrichienne. Des travaux de réparation sont faits en 1728 à la faveur d'une amélioration de la situation financière de la ville.
Le bâtiment appelé « La Balance » est ajouté en 1741 et l'hôtel de ville devient le siège aux Trois États. 
En 1795, le Luxembourg étant sous domination française, l'hôtel de ville devient le siège de la préfecture du département des Forêts.

### Hôtel de Gouvernement
En 1814, le Luxembourg, devenu grand-duché, a été confié à titre personnel au roi des Pays-Bas et à ses successeurs. En 1817, l'hôtel de ville devient « hôtel de Gouvernement » où loge et travaille le gouverneur du roi. Grâce à des achats de maisons aux alentours, une annexe est ajoutée pour abriter la Chambre des députés, achevée en 1859.

### Résidence du grand-duc

Grandes armoiries du grand-duc Henri.

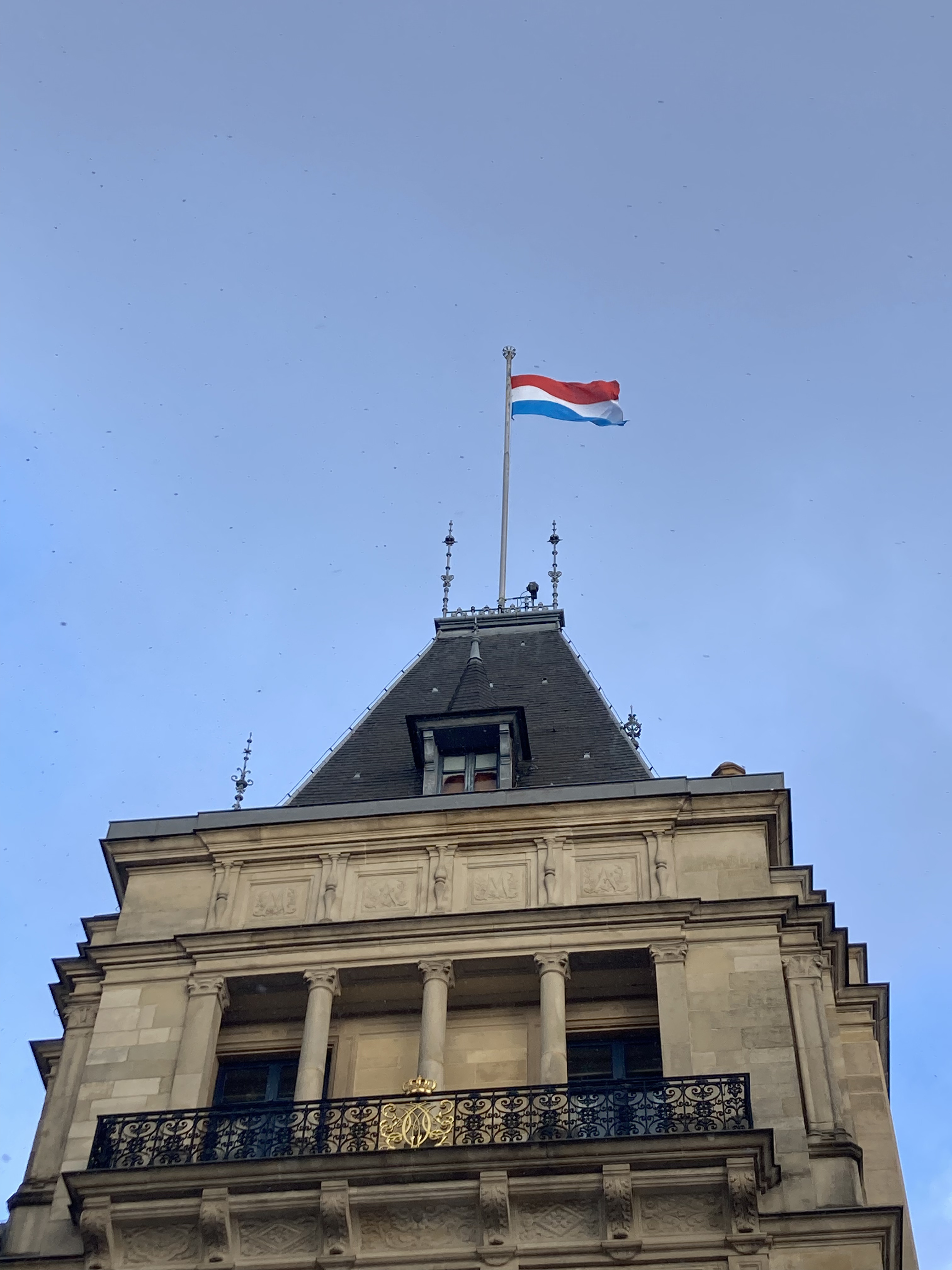
Le drapeau hissé au-dessus du palais, indiquant que le grand-duc se trouve à l'intérieur.

En 1890, la mort sans héritier mâle du roi des Pays-Bas donne le grand-duché à un lointain cousin du défunt monarque, le grand-duc Adolphe. Celui-ci utilise le palais en toute exclusivité et le palais devient la résidence du souverain du grand-duché de Luxembourg. De nos jours, le grand-duc utilise cette résidence comme lieu de travail mais rarement en tant que lieu de résidence. C'est par exemple ici qu'il accueille les chefs d'État étrangers ou qu'il donne certaines réceptions, comme le repas offert à l'occasion de la fête nationale, où il reçoit en moyenne 300 personnes.

### Guerre et après-guerre
Les nazis ont occupé le palais pendant la Seconde Guerre mondiale à des fins culturelles en y organisant des concerts et un club privé dénommé la Schlossschenke. Du mobilier, des bijoux et diverses œuvres d’art sont envoyés en Allemagne.
Le 14 avril 1945, la grande-duchesse Charlotte est de nouveau acclamée par les Luxembourgeois au balcon du palais.
De 1992 à 1996, une rénovation complète de l'intérieur et l'extérieur faite sous la direction de l'architecte strasbourgeois Daniel Gaymard rend au palais sa splendeur d'origine[réf. nécessaire].

## Tourisme
Le palais est une des attractions touristiques principales de la capitale luxembourgeoise.
Des visites guidées sont organisées de mi-juillet à début septembre tous les jours, sauf les mercredis.